# Gut Schirgiswalde

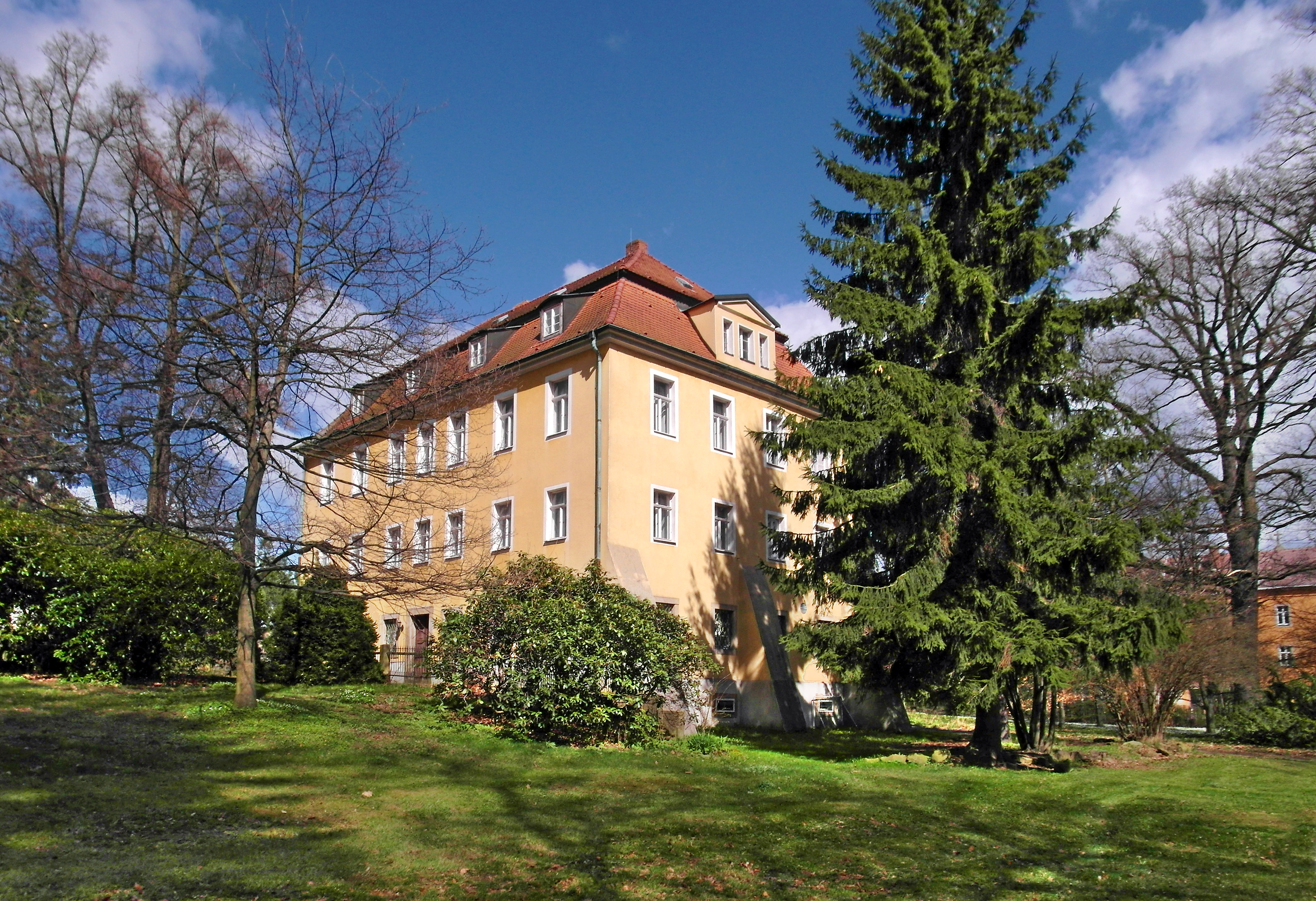
Das ehemalige Herrenhaus, später Pius-Haus

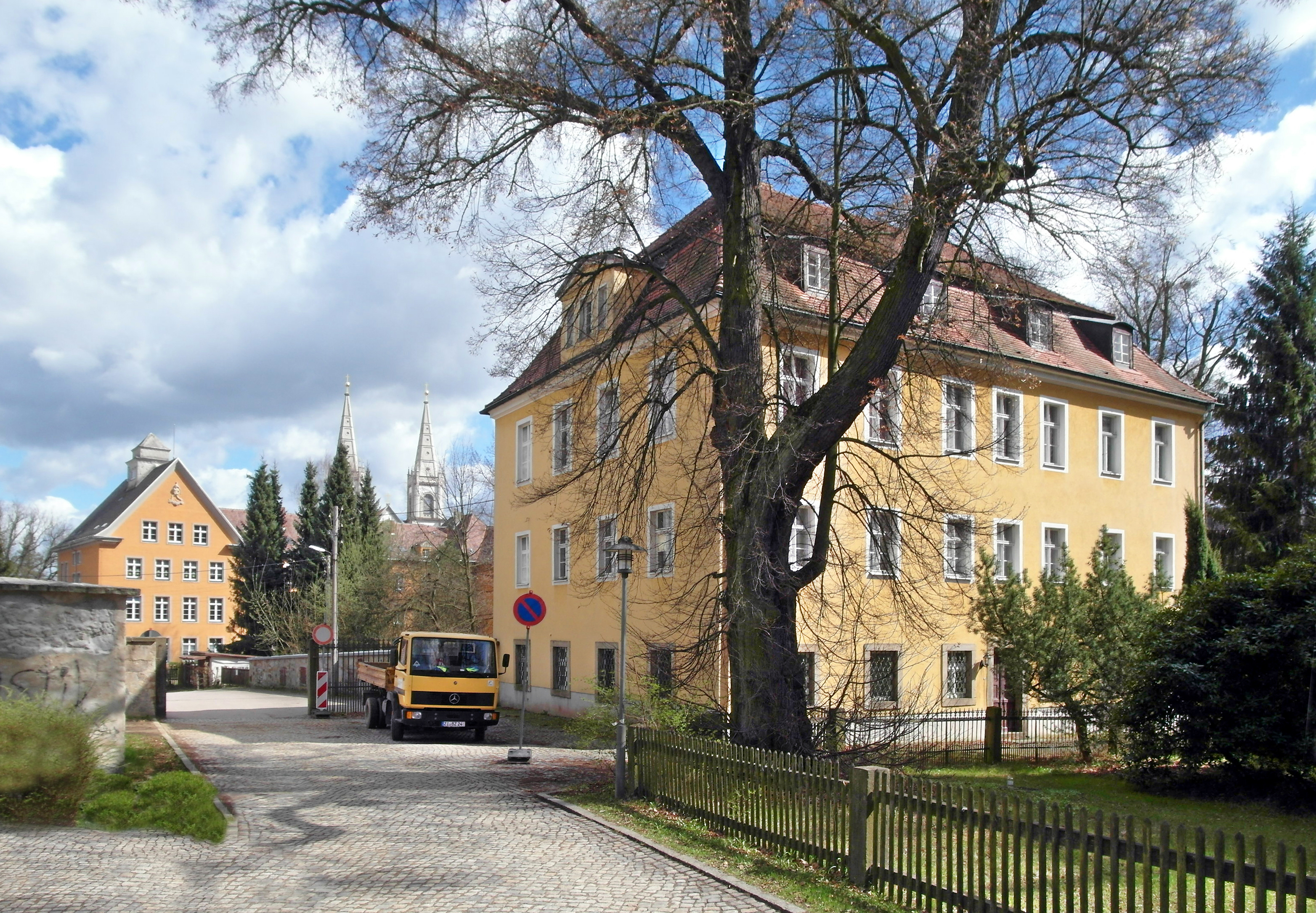
Ansicht von der Zufahrt

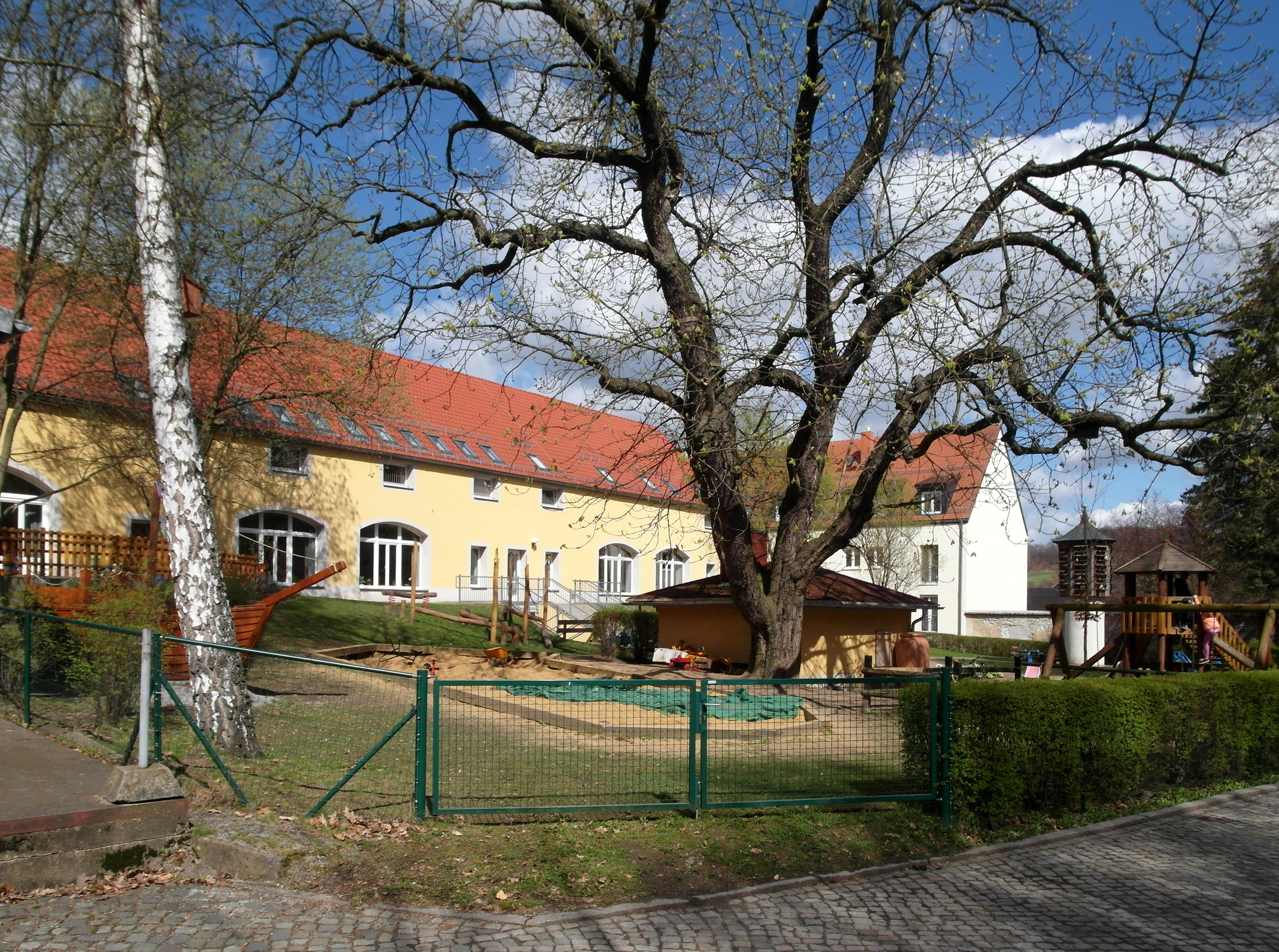
Der heutige Kindergarten

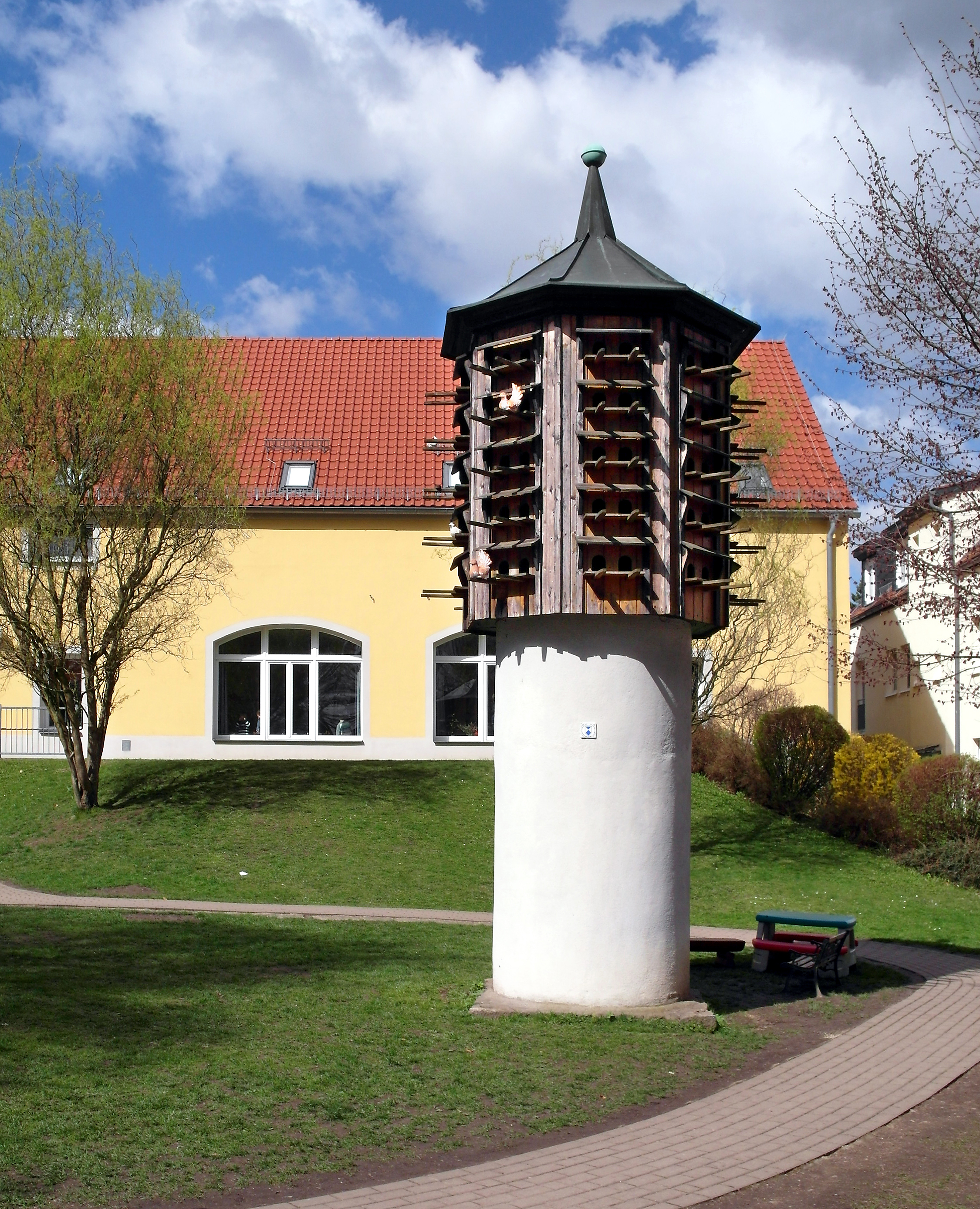
Der Taubenschlag

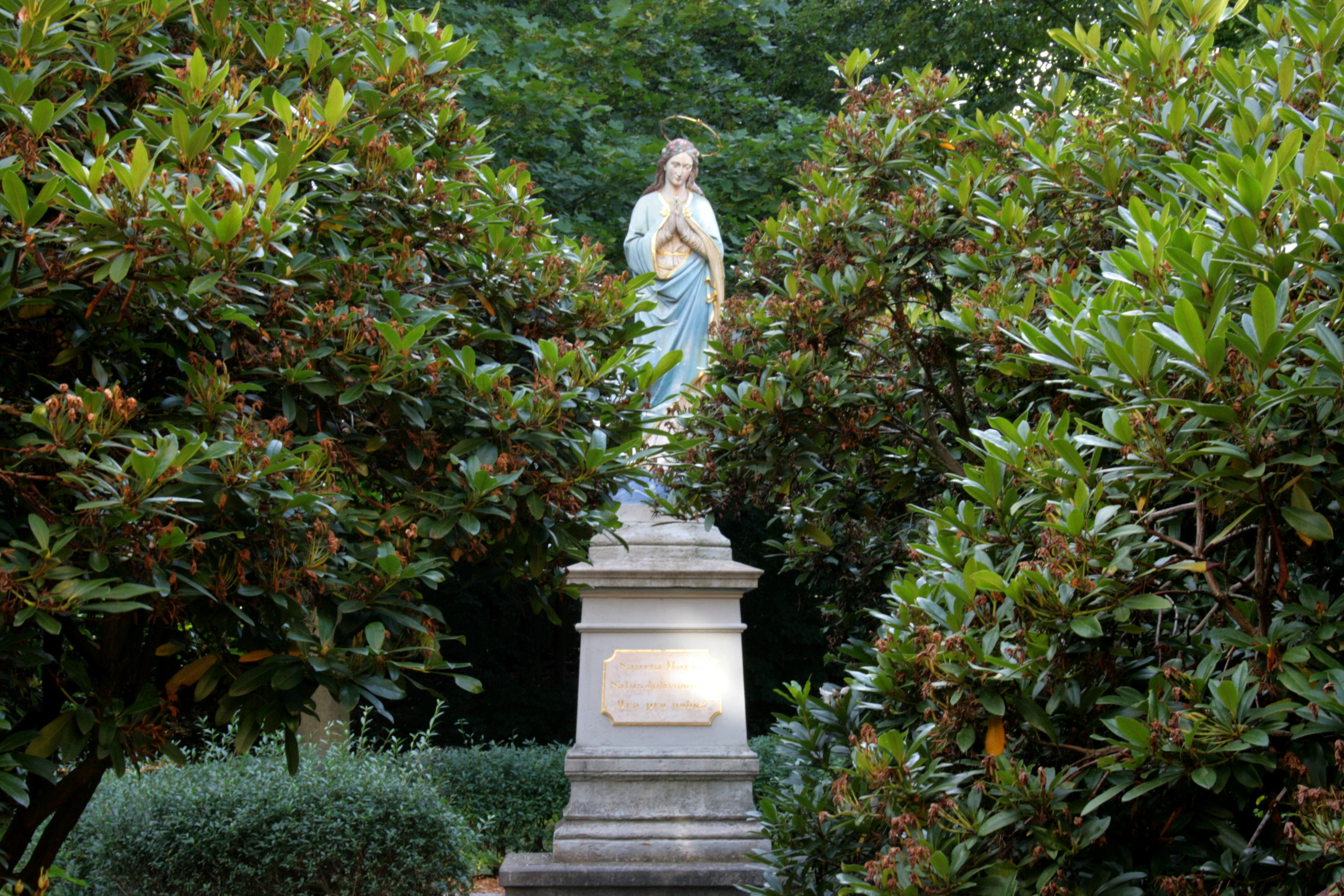
Die Mariensäule von 1893

Das Gut Schirgiswalde, Am Hof 2 in Schirgiswalde, ist ein ehemaliges Rittergut, das seit 1628 dem Domstift St. Petri in Bautzen gehört. Die Anlage besteht heute aus dem ehemaligen Herrenhaus, dem Forsthaus, zwei Nebengebäuden, einem Taubenhaus, Resten einer Einfriedungsmauer sowie dem Park mit einer Marienstatue. Sie steht zusammen mit dem Park und Teilen der Innenausstattung unter Denkmalschutz.

## Beschreibung
Das Herrenhaus ist ein dreigeschossiges massives und verputztes Wohnhaus im Stil des Spätbarock mit einem allseits abgewalmtem Mansarddach. Die Fassade besteht aus sechs Fensterachsen längsseitig und vier Achsen querseitig. Im Inneren befinden sich wertvolle Tapeten. Bei dem Forsthaus in der Bahnhofstraße 3 handelt es sich um einen zweigeschossigen Putzbau mit einem Krüppelwalmdach und 10 bzw. drei Fensterachsen. Das eine Nebengebäude (Bahnhofstraße 5) diente als Torhaus, das andere Nebengebäude beherbergte einen Kindergarten. Gegenüber dem Herrenhaus liegt ein kleiner Park, in dem eine Marienstatue steht.

## Geschichte
Der Ort gehörte im 17. Jahrhundert zur Herrschaft Rumburg in Böhmen und war im Rahmen der böhmischen Gegenreformation mit Katholiken besiedelt worden. 1628 kam das damals Oberhof genannte Gut an das katholische Domstift St. Petri in Bautzen. Nach der Übergabe der umliegenden oberlausitzer Gebiete an das Kurfürstentum Sachsen infolge des Prager Friedens von 1635 blieb das Gut Schirgiswalde eine Exklave des Königreichs Böhmen innerhalb des kursächsischen Territoriums. 1665 wurde die Siedlung Schirgiswalde zur Stadt erhoben.
Am 19. Januar 1681 verkaufte Franz Eusebius von Pötting die gesamte Herrschaft Rumburg mit der Stadt und dem Gut Schirgiswalde an den kaiserlichen Oberhofmeister Anton Florian von Liechtenstein. Dieser verkaufte vor seiner Ausreise nach Spanien das Gebiet am 2. Oktober 1703 an das begüterte Domstift Bautzen, das dann bis Mitte des 19. Jahrhunderts auch die Grund- und Gerichtsherrschaft über Schirgiswalde innehatte. Die Insellage der böhmischen Stadt inmitten sächsischen Gebietes blieb bis 1809 bestehen, danach wurde Schirgiswalde in Folge der Napoleonischen Kriege vom Königreich Sachsen militärisch besetzt. In den folgenden 36 Jahren blieb die staatliche Zugehörigkeit der Stadt ungeklärt, weil langwierige diplomatische Verhandlungen zwischen Österreich und Sachsen über einen Gebietsaustausch nicht zum Ziel führten. Erst 1845 wurde die Übergabe Schirgiswaldes an Sachsen abschließend vertraglich geregelt und vollzogen.
Das Domstift Bautzen als Eigentümer veranlasste bereits im 18. Jahrhundert eine kontinuierliche Bewirtschaftung des Gutes. Ende des 18. Jahrhunderts wurde das bestehende Herrenhaus erbaut. 1800 kam das Forsthaus und weitere Nebengebäude dazu.
1833 erfolgte unter Domdekan und Bischof Ignaz Bernhard Mauermann ein Umbau im Stil des Klassizismus als bischöflicher Sommersitz. Das Herrenhaus wurde um ein Geschoss erhöht und mit dem noch bestehenden Mansarddach und Zwerchhäusern versehen. 1838 wurden einige Räume mit den bemalten Tapeten, die von der bekannten Manufaktur Zuber & Cie im elsässischen Rixheim hergestellt wurden, und einer illusionistischen Kassettendecke ausgestattet. Der Garten wurde parkartig umgestaltet. 1841 starb Mauermann in Schirgiswalde. Die Nutzung als Sommersitz der Apostolischen Vikare in den Sächsischen Erblanden bzw. Bischöfe von Meißen wurde bis 1945 beibehalten.
1848 wurde der Gräfin von Thun-Hohenstein auf Teschen mit ihrer Familie für ein Jahr Asyl im Herrenhaus gewährt. 1893 erfolgte die Errichtung einer Mariensäule im Park. Nach 1922 wurde das Anwesen als kirchliche Musikschule genutzt. Bischof Bischof Petrus Legge bewohnte das Haus zur Zeit des Zweiten Weltkriegs bis zum 26. Juni 1945.
Ab 1970 diente das Herrenhaus als St.-Pius-Haus der katholischen Fürsorge für Kinder und Frauen und später als Kindergarten, bis dieser 2006 in die sanierte Scheune gegenüber verlegt wurde. Seit 2017 wird das Anwesen zum Kauf angeboten.